# Фогилев, Владимир Николаевич
Влади́мир Никола́евич Фогилев (Лобаново, 30 октября 1922 — 18 августа 1978, Москва) — старший лётчик 75-го гвардейского штурмового авиационного полка (1-й гвардейской штурмовой авиационной дивизии, 1-й воздушной армии, 3-го Белорусского фронта), гвардии лейтенант. Герой Советского Союза.

## Биография
Родился 30 октября 1922 года в деревне Лобаново Чухломского уезда Костромской губернии (ныне — Чухломского района Костромской области) в семье маляра. Русский. Член ВКП(б) с 1944 года. С 1929 года жил в Москве. Окончил 9 классов и аэроклуб. Брат- Фогилев Николай Николаевич 1921 г.р. командир отделения связи 429 гаубичного артиллерийского полка РГК. Погиб в 1942 году под Старой Руссой. Награжден медалью "За отвагу".
В Красной Армии с 1940 года. Учился в Михайловской школе пилотов бомбардировочной авиации. В 1941 году переведён в Ворошиловградскую военно-авиационную школу пилотов.
Осенью 1941 года Ворошиловград оказался под ударами фашистских войск. Не в небе, а на земле, в пехотных подразделениях получил Фогилев боевое крещение. Пешком дошёл до Сталинграда. Потом пришлось переучиваться на штурмовик «Ил-2».
Только в июле 1943 года Фогилев оказался на фронте в 75-м гвардейском штурмовом авиаполку 1-й Сталинградской гвардейской штурмовой авиадивизии. В первом боевом вылете под Смоленском группа штурмовиков, в которой был и Фогилев, перехватила моторизованную колонну фашистов.
Летом 1944 года Владимир Фогилев наносил бомбово-штурмовые удары по железнодорожным станциям Орша, Толочин, по вражескому аэродрому Хламово, по скоплениям живой силы и техники противника.
В конце августа 1944 года в районе города Валка самолёт Фогилева был подбит. Зенитный снаряд «эрликона» угодил точно в фюзеляж, тяжело ранив стрелка «Ил-2». Фогилев повернул самолёт к линии фронта, но вскоре остановился двигатель. Выбрасываться с парашютом было поздно — мала высота. Фогилев с трудом посадил самолёт вблизи передовой в расположение пехотной части. Стрелок был отправлен в госпиталь. Когда Фогилев вернулся в полк, его считали уже погибшим.
Пришлось ему повоевать и на море. 20 марта 1945 года Фогилев вёл четвёрку «Ил-2». Самолёты действовали на высоте корабельных мачт. Точно рассчитанным топмачтовым ударом, когда сброшенные бомбы, ударившись о воду, рикошетируют, В. Н. Фогилев отправил на дно быстроходную вражескую баржу с живой силой и техникой врага. Второй транспорт потопили ведомые Фогилева. Это произошло в 50-ти километрах к юго-западу от Кёнигсберга.
Меньше, чем за месяц до конца войны, Фогилев в очередном боевом вылете чуть не погиб. Самолёт его был подбит и загорелся. Фогилев посадил горящую машину прямо на мелкий лес без выпуска шасси на территорию, только 30 минут назад освобождённую от захватчиков.
К апрелю 1945 года гвардии лейтенант В. Н. Фогилев совершил 114 боевых вылетов на штурмовку войск противника.
Указом Президиума Верховного Совета СССР от 29 июня 1945 года за образцовое выполнение боевых заданий командования на фронте борьбы с немецкими захватчиками и проявленные при этом отвагу и геройство гвардии лейтенанту Фогилеву Владимиру Николаевичу было присвоено звание Героя Советского Союза с вручением ордена Ленина и медали «Золотая Звезда» (№ 8705).

Могила Фогилева на Кунцевском кладбище Москвы

После войны В. Н. Фогилев окончил Краснознамённую Военно-воздушную академию и несколько лет продолжал службу в истребительном реактивном авиаполку, летал на сверхзвуковых истребителях, был начальником штаба 762-го истребительного авиационного полка.
С 1975 гвардии подполковник В. Н. Фогилев — в запасе. Жил в Москве. Работал инженером в научно-исследовательском институте. Умер 18 августа 1978 года. Похоронен в Москве на Кунцевском кладбище (участок 9-3).

## Награды
- Герой Советского Союза (29.06.1945);
- орден Ленина (29.06.1945);
- орден Красного Знамени (22.02.1945);
- орден Отечественной войны 1-й степени (19.05.1945);
- орден Отечественной войны 2-й степени (19.03.1945);
- орден Красной Звезды (30.12.1956);
- орден Славы 3-й степени (07.10.1944);
- медали.